# Neoitamus tumulus
Neoitamus tumulus là một loài ruồi trong họ Asilidae. Neoitamus tumulus được Tomasovic miêu tả năm 1999. Loài này phân bố ở vùng Cổ Bắc giới.